# Districte de Levoča
El districte de Levoča - (eslovac) Okres Levoča - és un dels 79 districtes d'Eslovàquia. Es troba a la regió de Prešov, al nord del país. Té una superfície de 421,00 km², i el 2024 tenia 33.310 habitants. La capital és Levoča.

## Demografia
| Godina             | 1994   | 2004   | 2014   | 2024   |
| ------------------ | ------ | ------ | ------ | ------ |
| Nombre de persones | 30.330 | 32.266 | 33.391 | 33.310 |
| Diferència         |        | +6,38% | +3,48% | −0,24% |

| Godina             | 2023   | 2024   |
| ------------------ | ------ | ------ |
| Nombre de persones | 33.192 | 33.310 |
| Diferència         |        | +0,35% |

## Llista de municipis

### Ciutats
- Levoča
- Spišské Podhradie

### Pobles
Baldovce | Beharovce | Bijacovce | Brutovce | Buglovce | Dlhé Stráže | Doľany | Domaňovce | Dravce | Dúbrava | Granč-Petrovce | Harakovce | Jablonov | Klčov | Korytné | Kurimany | Lúčka | Nemešany | Nižné Repaše | Oľšavica | Ordzovany | Pavľany | Poľanovce | Pongrácovce | Spišský Hrhov | Spišský Štvrtok | Studenec | Torysky | Uloža | Vyšné Repaše | Vyšný Slavkov